# De l'enfer à la victoire
Pour plus de détails, voir Fiche technique et Distribution.
De l'enfer à la victoire (Contro quattro bandiere) est un film de guerre hispano-franco-italien réalisé par Umberto Lenzi et sorti en 1979.

## Synopsis

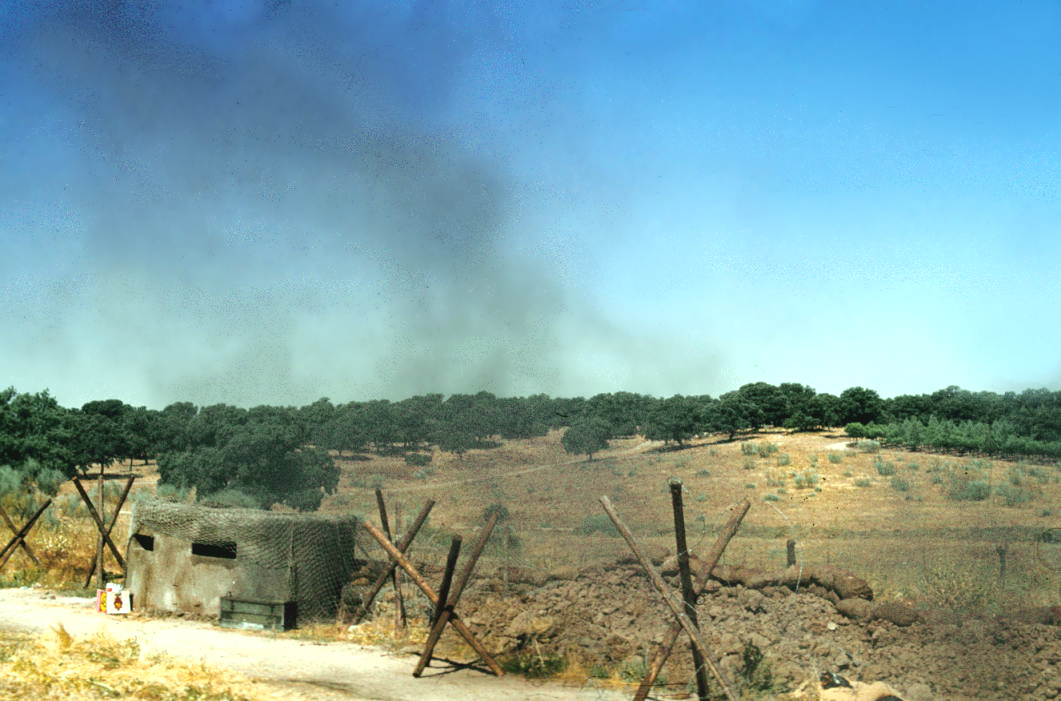
Un lieu de tournage du film dans le parc madrilène du Casa de Campo en 1978.

La Seconde Guerre mondiale a éclaté et, un jour d'été 1939, six amis trinquent dans une guinguette de la banlieue parisienne en se promettant de se retrouver au même endroit le même jour à la fin du conflit. L'un des deux Français va se rallier à la Résistance tandis que l'autre est mobilisé dans les troupes des forces françaises libres, l'Allemand est contraint de rejoindre l'armée allemande, le Britannique et les deux Américains deviennent officiers dans différents commandos. On va suivre leurs péripéties jusqu'à la libération de Paris où seulement trois d'entre eux seront présents au rendez-vous.

## Fiche technique
- Titre français : De l'enfer à la victoire
- Titre original : Contro quattro bandiere
- Réalisation : Umberto Lenzi
- Scénario : Gianfranco Clerici, Anthony Fritz & Umberto Lenzi
- Musique : Riz Ortolani
- Photographie : José Luis Alcaine
- Montage : Vincenzo Tomassi
- Production : Edmondo Amati (en)
- Sociétés de production : José Frade Producciones Cinematográficas S.A., Les Films Princesse, Les productions Jacques Roitfeld & New Films
- Société de distribution : Wardway
- Pays :  Espagne,  France,  Italie
- Langue : Italien
- Format : Couleur - Mono - 35 mm - 2.35:1
- Genre : Guerre
- Durée : 99 min

## Distribution
- George Peppard (VF : Edmond Bernard) : Brett Rosson
- George Hamilton (VF : François Leccia) : le caporal Maurice Bernard
- Anny Duperey (VF : elle-même) : Fabienne
- Horst Buchholz : Jürgen Dietrich
- Capucine (VF : elle-même) : Nicole Levine
- Sam Wanamaker : Ray MacDonald
- Ray Lovelock (VF : Guy Chapellier) : Jim Rosson
- Jean-Pierre Cassel (VF : lui-même) : Dick Sanders
- May Heatherly : Mary Jennings
- Georges Claisse : Karl Wessel
- Howard Vernon : le commandant SS
- Lambert Wilson : le résistant de la Tour Eiffel
- Franco Fantasia (crédité comme Frank Farrel) : résistant de l'armée néerlandaise